# Corythoxestis aletreuta
Corythoxestis aletreuta är en fjärilsart som först beskrevs av Edward Meyrick 1936.  Corythoxestis aletreuta ingår i släktet Corythoxestis och familjen styltmalar.
Artens utbredningsområde är:
- Etiopien.
- Nigeria.
- Rwanda.
- Tanzania.
- Uganda.

Inga underarter finns listade i Catalogue of Life.